# Blue Anchor Line
La Blue Anchor Line, aussi connue sous le nom de Lund's Blue Anchor Line, était une compagnie maritime britannique créée en 1869 par Whilhelm Lund et qui a disparu en 1910 en raison d'une faillite. Elle opérait entre le Royaume-Uni, l'Afrique du Sud et l'Australie et est connue pour la disparition mystérieuse d'un de ses navires, le SS Waratah.

## Histoire

### Fondation
Whilhelm Lund (1837-1928) fonde la Blue Anchor Line à Londres en 1869 et les activités de la compagnie maritime commencent l'année suivante. Ses deux fils, Frederick Lund (en) et Albert Edward Lund, ainsi qu'un certain H. Lund, étaient eux aussi employés dans la compagnie. Frederick Lund était parfois enregistré sous le nom de F.W. Lund jr. puisque le père de Whilhelm, qui était aussi entrepreneur dans le milieu maritime, était Frederick Whilhelm Lund.

### Flotte
Les premiers navires de la flotte étaient des voiliers. Entre 1880 et 1890, les navires de la Blue Anchor Line ont progressivement été remplacés par des bateaux à vapeur. La flotte comprenait notamment le Waratah, le Commonwealth, le Bungaree (en), le Geelong (en), le Wilcannia, le Narrung et le Wakool (en).

### Disparition duWaratahet faillite
En 1909, le Waratah disparaît au large de Durban, et la perte du navire cause la faillite de la Blue Anchor Line, à cause de la valeur perdue. La flotte de la Blue Anchor est vendue à la Peninsular and Oriental Steam Navigation Company et la compagnie est démantelée l'année d'après. Pour déterminer les causes de la disparition du navire, une enquête a eu lieu à Londres ; Frederick Lund a été décrit par les journaux comme le président de la compagnie, même s'il s'agissait plutôt d'un partenariat entre Whilhelm et ses fils, Whilhelm agissant comme le partenaire senior. Cependant, l'épave du Waratah n'est jamais retrouvée et les évènements liés à sa disparition sont encore controversés à ce jour. Dans les dernières années de la Blue Anchor, celle-ci était enregistrée au nom de Messieurs W. Lund et fils.

### Après la fermeture
Même si la compagnie a fait faillite, Whilhelm Lund et son fils Frederick sont restés des hommes d'affaires très respectés.